# Issos
Issos eller Issus (klassisk grekiska: Ἱσσός eller Ἱσσοί) var en boplats under antiken i nuvarande Turkiet, vid floden Pinarus. Den ligger inte långt från İskenderun.
Här utkämpades slaget vid Issos mellan Alexander den store och den persiske konungen Darius III år 333 f.Kr. En mosaik föreställande slaget finns i Neapel på Museo Archeologico Nationale. Den hittades i Pompeji och består av omkring en miljon bitar. Den är sannolikt utförd av en mosaikmästare från Alexandria.